# MGP 2024
MGP 2024 blev den 24. årlige MGP-sangkonkurrence for håbefulde sangere i alderen 8 til 15 år, der blev afholdt den 24. februar 2024.
Naya vandt konkurrencen med sangen "Stop!"

## Deltagere
| Nr | Deltagere  | Fulde navn                                                                  | Sang                  | Resultat      |
| -- | ---------- | --------------------------------------------------------------------------- | --------------------- | ------------- |
| 1  | BVP        | Isabella Busokoza Olsen, Princecia Chantal Nsubuga, Tricia Chantal Nsubuga  | "De brandvarme piger" | Ude           |
| 2  | Lucas      | Lucas Dottorini Bundgaard                                                   | "Bar' gør det"        | Ude           |
| 3  | Candygirls | Agnes Rose Bæksager Hodal, Ava Solvej Westergaard Milbak, Flora Worm Erving | "Mere slik"           | Ude           |
| 4  | Naya       | Naya Mathilde Kjærsgaard Valen                                              | "Stop!"               | Superfinalist |
| 5  | Vigga      | Vigga Dagny Legaard-Hansen                                                  | "Min taske"           | Ude           |
| 6  | Thomas     | Thomas Yde Larsen                                                           | "Jeg er en gamer"     | Superfinalist |
| 7  | Mary       | Mary Perpetu Tchoutang                                                      | "Unik"                | Ude           |
| 8  | August     | August Harborg Petersen                                                     | "Jorden er rund"      | Superfinalist |

### Superfinale
I superfinalen skulle de tre mest populære fra første runde synge igen, og seerne stemte endnu engang, hvorved konkurrencens vinder blev fundet.
| Nr | Deltager | Sang              | Resultat |
| -- | -------- | ----------------- | -------- |
| 1  | Naya     | "Stop!"           | Vinder   |
| 2  | August   | "Jorden er rund"  | Uoplyst  |
| 3  | Thomas   | "Jeg er en gamer" | Uoplyst  |